# Алимбаев, Шокан Казбаевич
Шока́н Казба́евич Алимба́ев (6 июня 1941 года, ст. Асса, Казахстан — 1989 год) — казахский советский писатель-фантаст.

## Биография
Родился в 1941 году на станции Асса (Джамбульский район Казахстана). Работал дезинсектором в районной больнице. Окончил факультет журналистики Казахского университета. Работал в редакциях газет, издательстве «Жазушы», на киностудии. Член Союза писателей СССР.

## Творчество
Первая научно-фантастическая публикация — рассказ «Последний пациент» (1964). Научно-фантастические произведения Алимбаева посвящены исследованию проблемы гениальности и обнаружению материальной субстанции гениальности — особого химического вещества: рассказ «Альфа гениальности» (1967), повесть «Субстанция гениальности» (1967), роман «Формула гениальности» (1983).

## Публикации
- Алимбаев А. Последний пациент: НФ рассказ // Простор. — 1964. — № 3. — С. 50-54.
- Алимбаев А. Альфа гениальности: Рассказы и НФ повесть. — Алма-Ата: Жазушы, 1967. — С. 72. — 100 000 экз.
- Алимбаев А. Формула гениальности: НФ роман. — Алма-Ата: Жалын, 1983. — С. 288. — 50 000 экз.